# Marie-Ève Marleau
Marie-Ève Marleau (* 12. Februar 1982 in Labrador City) ist eine ehemalige kanadische Wasserspringerin. Sie startete im 10-m-Turmspringen und mit Émilie Heymans im 10-m-Synchronspringen.
Marleau war zunächst zehn Jahre in einem Turnverein aktiv, ehe sie zum Wasserspringen wechselte. Sie startete für den Verein CAMO Natation und trainierte unter ihren Trainern Michel Larouche und Cesar Henderson am Leistungszentrum in Montreal. Der internationale Durchbruch gelang ihr im Jahr 2003. Bei der Weltmeisterschaft in Barcelona wurde sie mit Heymans im 10-m-Synchronspringen Zehnte, bei den Panamerikanischen Spielen in Santo Domingo gewann das Duo die Goldmedaille. Weitere Erfolge feierte Marleau in den folgenden Jahren vor allem in Synchronwettbewerben des FINA-Diving-Grand Prix. Mit Heymans wiederholte sie bei den Panamerikanischen Spielen 2007 in Rio de Janeiro den Gewinn der Goldmedaille. Im Einzel vom Turm wurde Marleau zudem Sechste. Sie qualifizierte sich für die Olympischen Spiele 2008 in Peking, wo sie vom 10-m-Turm das Finale erreichte und einen guten siebten Rang belegte. Nach den Spielen beendete Marleau ihre aktive Karriere.
Im Jahr 2003 und 2008 errang Marleau im 10-m-Synchronspringen jeweils den nationalen Titel.
Marleau hat am HEC Montreal ein Studium im Bereich Marketing absolviert.